# Verónica Cuadrado
Verónica Cuadrado Dehesa (Santander, 8 de março de 1979) é uma handebolista profissional espanhola, medalhista olímpica.
Fez parte do elenco medalhista de bronze, em Londres 2012, com oito atuações e treze gols.